# Путепровід
Путепрові́д — село Єнакієвської міської громади Горлівського району Донецької області, Україна. Населення становить 67 осіб.

## Географія
Відстань до райцентру становить близько 16 км і проходить автошляхом місцевого значення. Біля села, з різних сторін, проходять дві лінії залізниць, станція Путепровід та платформа Каменоломня.

## Історія
20 вересня 2014 року проросійські бойовики намагалися захопити український опорний пункт біля Путепроводу, атаку було відбито.

## Населення
За даними перепису 2001 року населення села становило 67 осіб, із них 91,04 % зазначили рідною мову українську, 8,96 % — російську.